# Naas Botha
Hendrik Egnatius Botha, detto Naas (Breyten, 27 febbraio 1958), è un ex rugbista a 15 e allenatore di rugby a 15 sudafricano, mediano d'apertura della provincia del Northern Transvaal per quindici anni e degli Springbok per dodici, nonché vincitore in Italia nel Rovigo di due campionati nazionali.
Dal marzo 2019 è commissario tecnico della nazionale indiana femminile.

## Biografia
Nativo di Breyten, all'epoca nell'Eastern Transvaal e oggi nel Mpumalanga, Botha frequentò la scuola superiore a Pretoria dove si formò atleticamente e tecnicamente.
Debuttò nella prima squadra del Northern Transvaal nel 1977, dimostrando un notevole talento nel ruolo di mediano d'apertura.
Nel periodo tra giugno 1983 e marzo 1985 fu negli Stati Uniti nei Dallas Harlequins conquistando il titolo nazionale statunitense nel 1984.
Nel 1987 accettò l'ingaggio del Rugby Rovigo e vi restò sino a fine carriera nel 1993. È l'unico giocatore ad aver vinto il titolo nazionale in tre Paesi diversi.
In nazionale sudafricana esordì il 26 aprile 1980 in una partita con una rappresentativa del Sudamérica XV e disputò l'ultimo incontro il 14 novembre 1992 affrontando gli inglesi. Naas Botha attualmente è un apprezzato commentatore televisivo di rugby; è sposato con Karen Kruger, ex atleta olimpica (partecipò ai Giochi Olimpici di Barcellona del 1992 nel salto in lungo), e dal matrimonio ha avuto tre figlie.
Ha anche un figlio, il suo primo, nato da una precedente relazione.
A marzo 2019 ha ricevuto l'incarico di allenatore capo della nazionale femminile indiana in vista del campionato asiatico di quello stesso anno.

## Palmarès
- Currie Cup: 9
Northern Transvaal: 1977, 1978, 1979, 1980, 1981, 1987, 1988, 1989, 1991
- Campionato statunitense di rugby a 15: 1
Dallas Harlequins: 1984
- Campionati italiani: 2
Rovigo: 1987-88, 1989-90